# 芦北町立告小学校
芦北町立告小学校（あしきたちょうりつ つげしょうがっこう）は、熊本県葦北郡芦北町にあった公立小学校。

## 沿革
- 1881年（明治14年） - 大野小学校告分教場設置。
- 1892年（明治25年）- 告尋常小学校となる。
- 1941年（昭和16年） - 告国民学校と改称。
- 1947年（昭和22年） - 大野村立告小学校と改称。
- 1955年（昭和30年） - 葦北町立告小学校と改称。
- 1970年（昭和45年） - 芦北町立告小学校と改称
- 2006年（平成18年）3月 - 芦北町立大野小学校へ統合